# Apollo kitharoidos

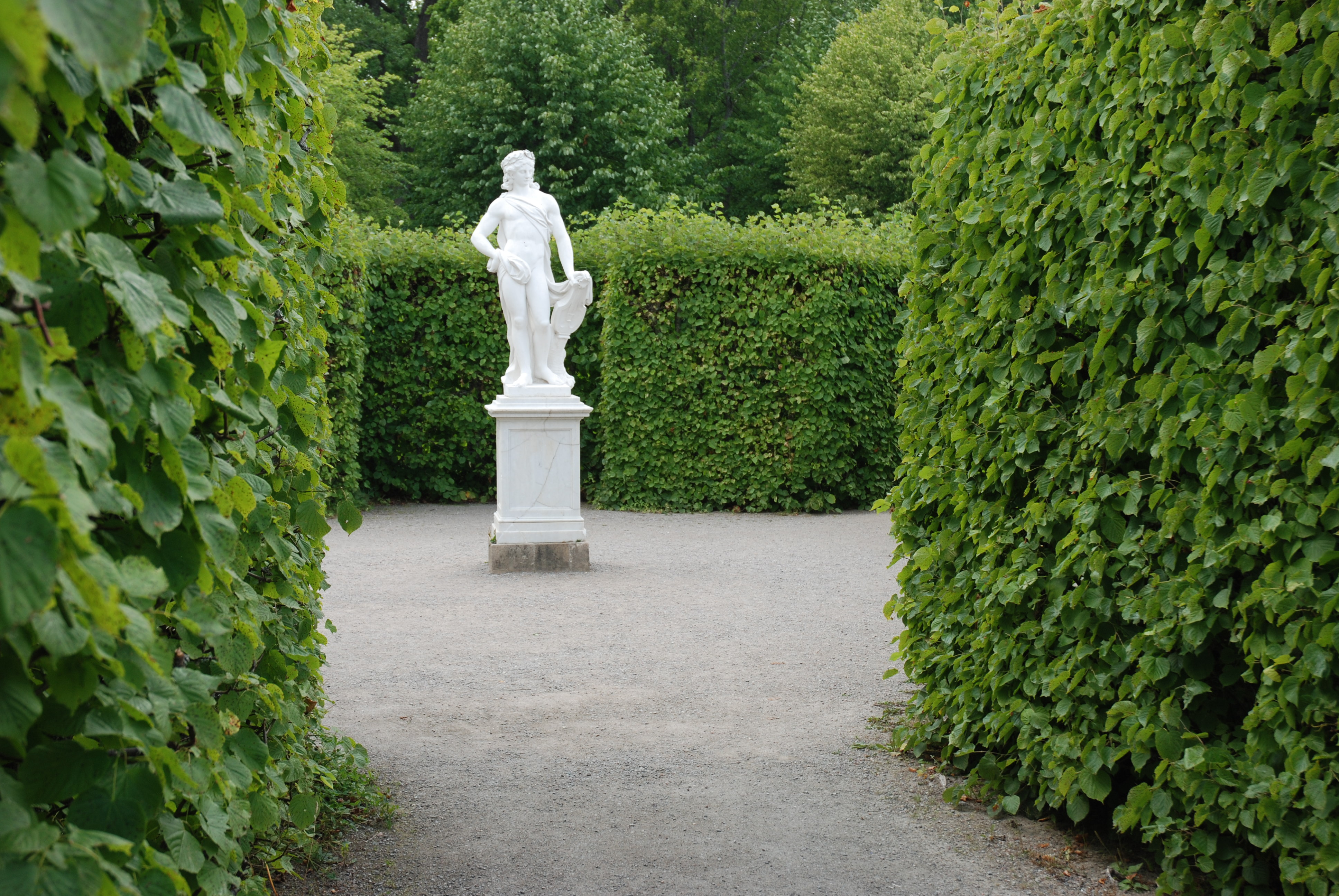
Apollo med sin lyra i sydvästra boskén i Drottningholms slotts skulpturpark.

Apollo kitharoidos, Apollo med sin lyra, är ett vanligt tema i antik och klassisistisk konst.
Lyra (grekiska kithara) var ett av den grekiska och romerska guden Apollons attribut. Under antiken, och senare under 1600-  1700-talen, var Apollo med en lyra ett vanligt tema i skulptur och annan bildkonst.

## Drottningholms slottspark
Gustav III inköpte en marmorskulptur av Apollo med sin lyra under sin vistelse i Rom 1784, upptagen till 200 riksdaler i bouppteckningen efter honom. Den uppgavs vara en kopia av en antik skulptur, men något original efter vilket den skulpterats har inte verifierats. Den kan snarare vara en klassisistisk tolkning på Apollo kitharoidos-temat.
Kungen köpte denna marmorskulptur och andra marmorskulpturer för att placeras ut i Drottningholms slotts skulpturpark och den restes också där, i den sedermera anlagda sydvästra boskén i barockträdgårdsdelen. Där utgör den blickfång i fonden av denna lövträdgård, sett från slottssidan. Den har samma placering idag i den under 1900-talet restaurerade boskén. 

## Fotogalleri

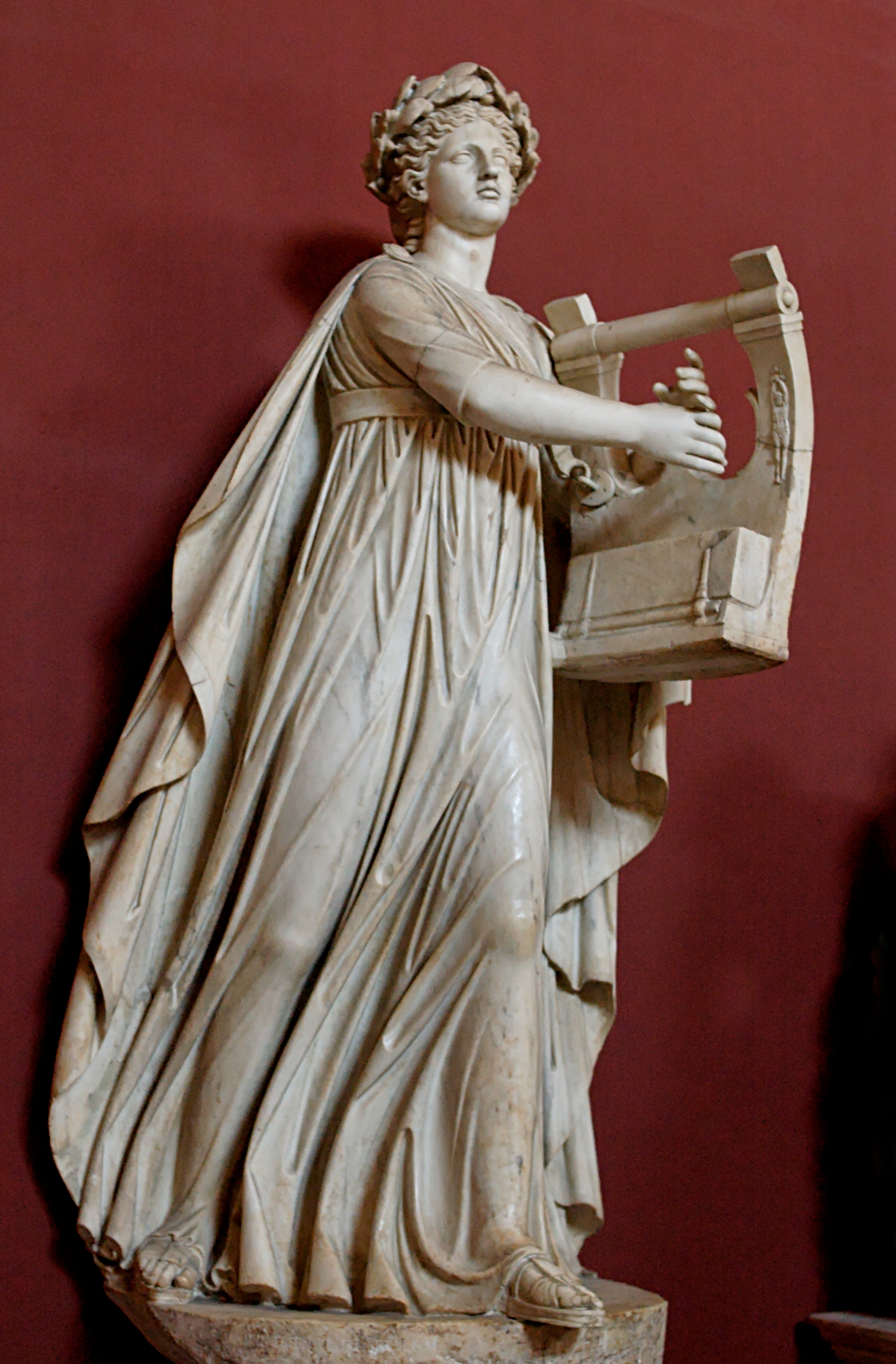
Skulptur av Apollon från 100-talet e.Kr. i Vatikanmuseet.
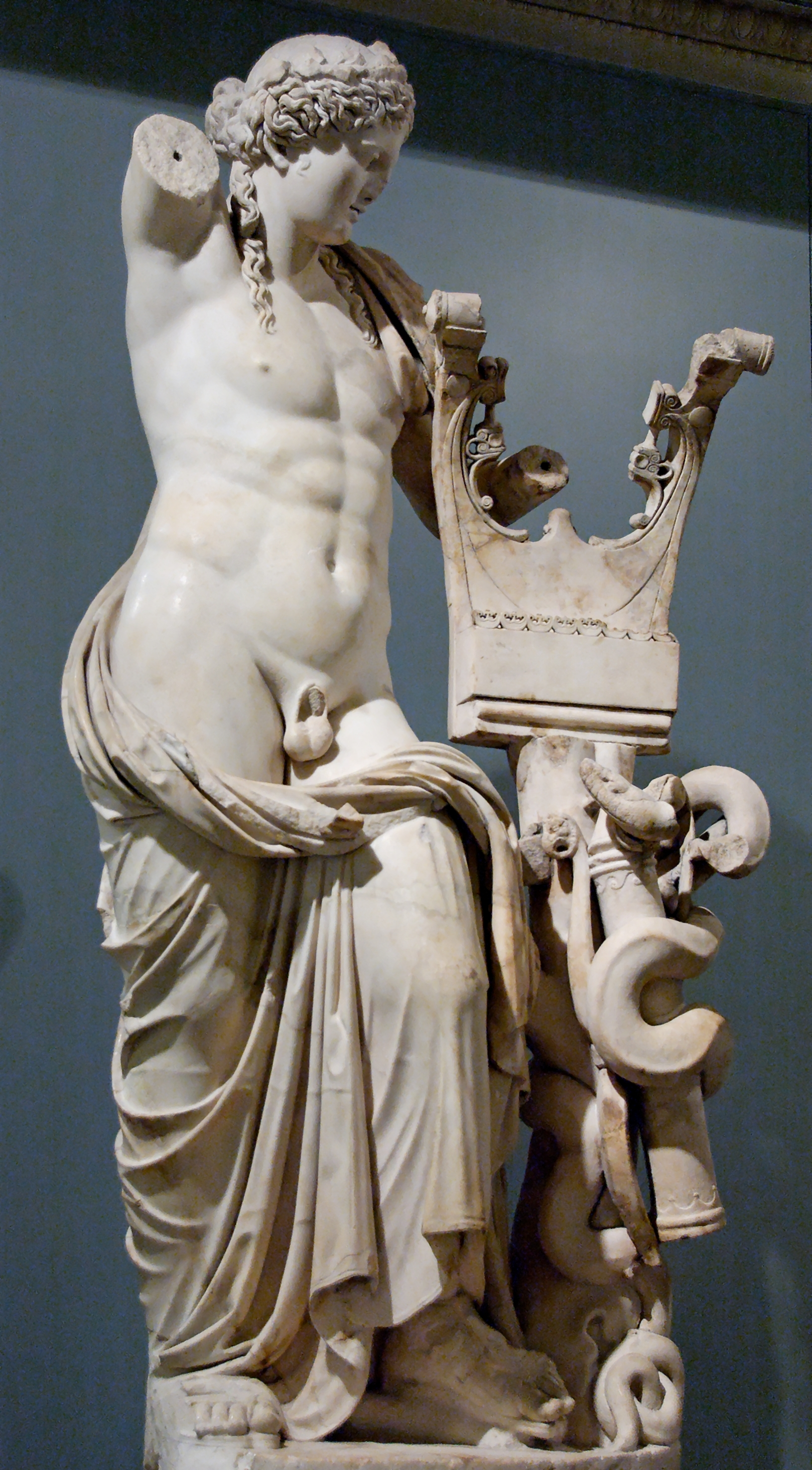
Apollo kitharoidos, marmor, romersk skulptur på British Museum från 100-talet efter Kristus, ursprungligen i Apollotemplet i Kyrene
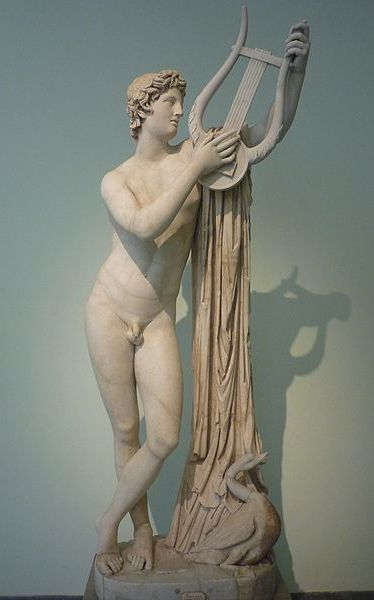
Apollo med lyra på arkeologiska museet i Neapel
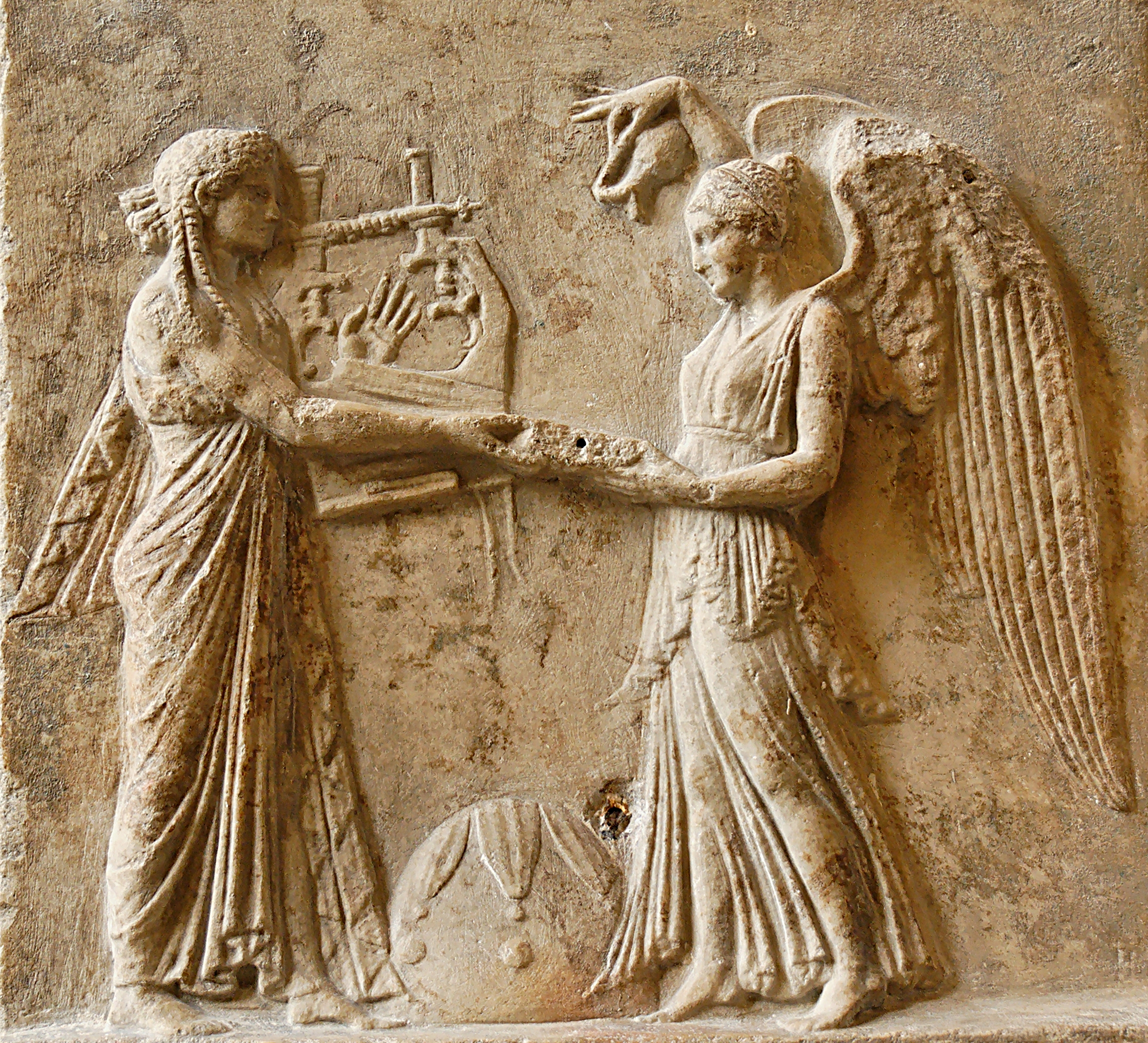
Apollo med lyra samt Nike, marmorrelief, romersk kopia från sent 00-tal efter Kristus, efter original från hellenistisk tid (Louvren, Paris)
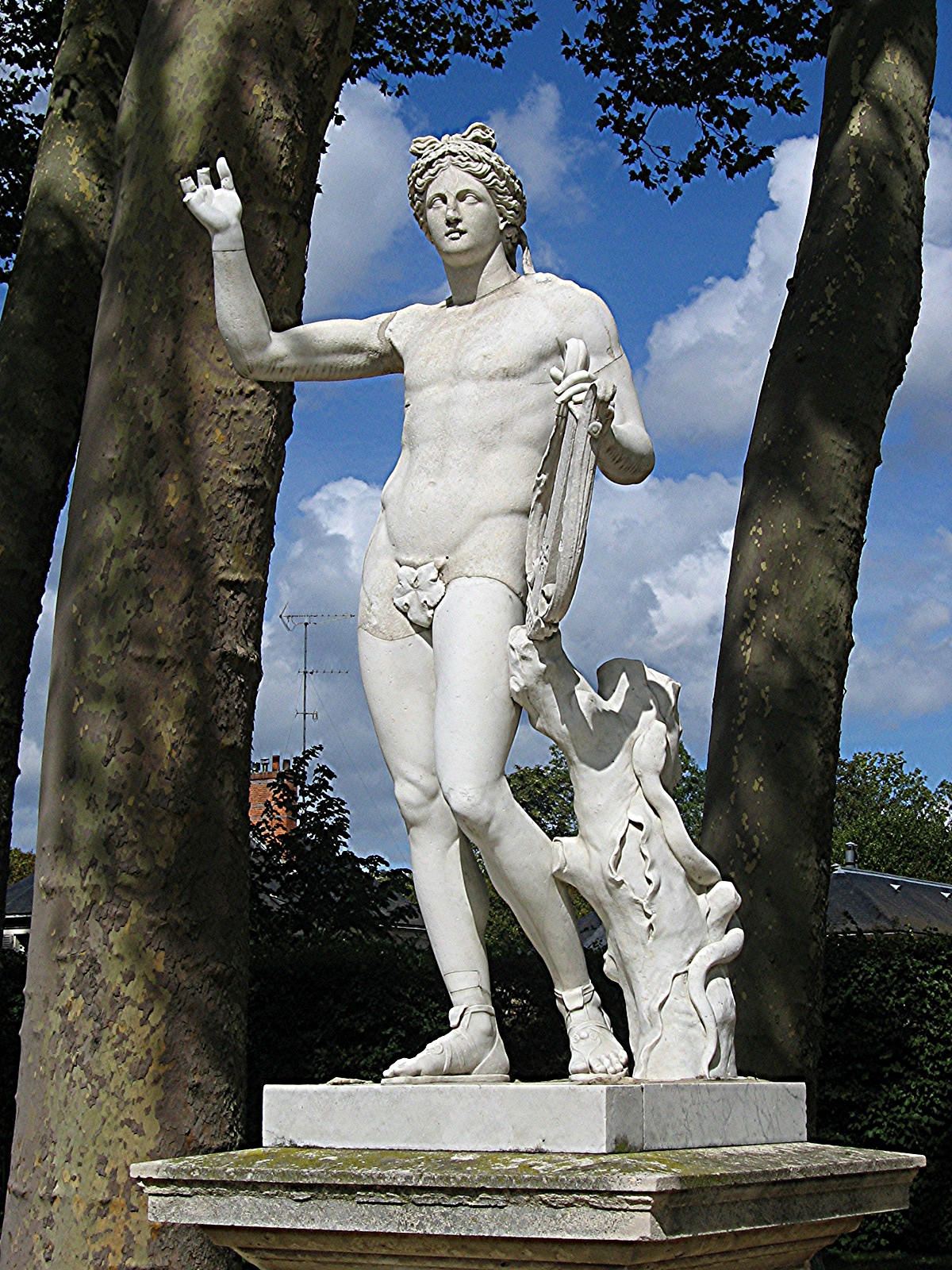
Apollo kitharoidos i Versailles slottspark
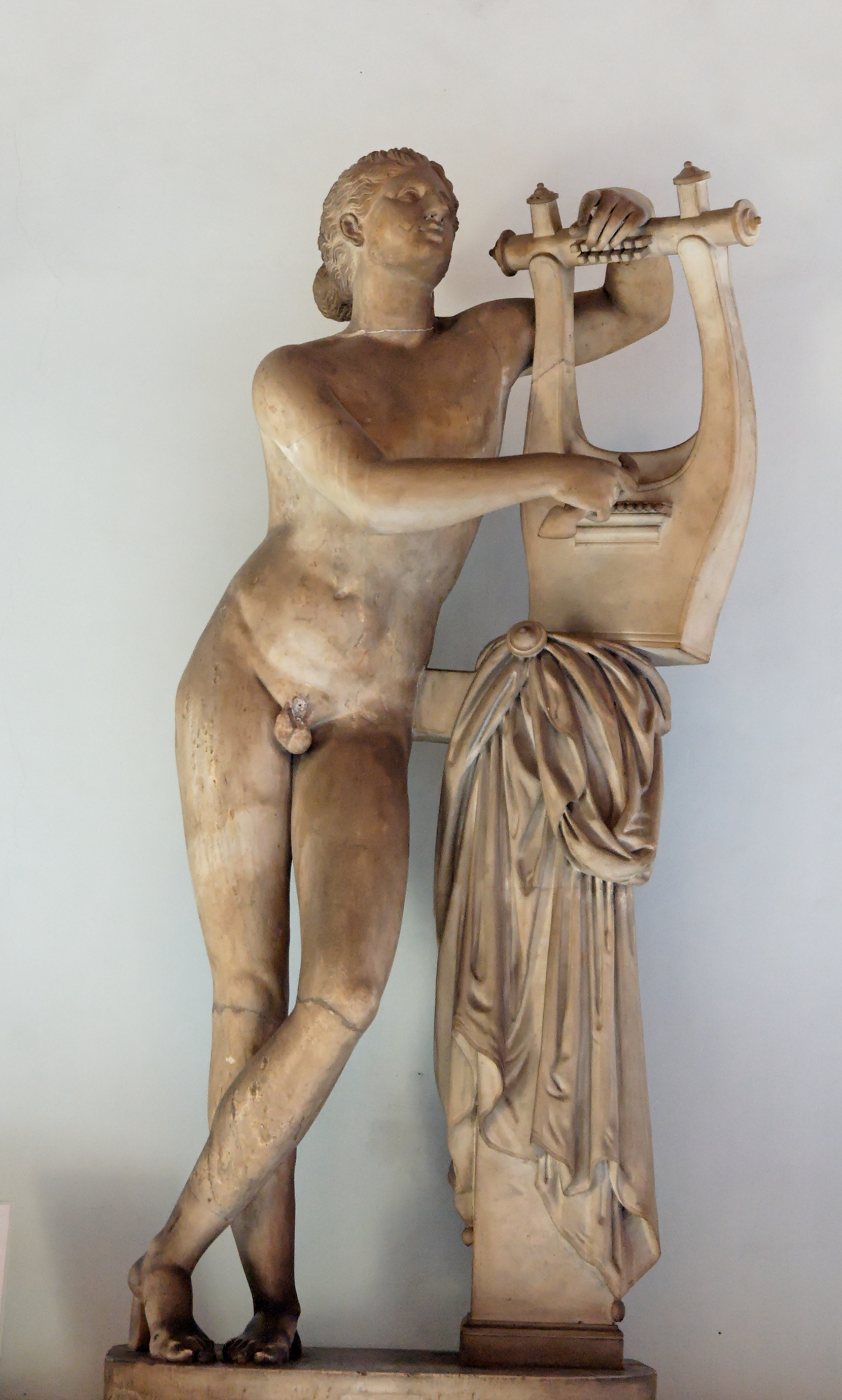
Apollo med lyra på Kapitolinska museerna i Rom, romersk kopia efter grekiskt original av Skopas från omkring 300 före Kristus